# Franz Josef Swoboda
Franz Josef Swoboda (17. března 1870 Vídeň – 26. března 1934 Vídeň) byl rakouský varhanář.

## Život
Narodil se v rodině vídeňského obchodníka s vínem Heinricha Swobody jako druhorozený. Už v osmi letech stavěl dvoumanuálové harmonium a v jedenácti salonní varhany. V letech 1884 až 1887 se učil stavebnímu řemeslu u dvorního stavitele Josefa Schmalzhofera. V letech 1889 až 1891 se učil varhanářství u mistra Josefa Maurachera v Sankt Florianu. Poté odešel do Německa a pracoval pro varhanářské společnosti GF Steinmeyer & Co. v Oettingenu a E.F. Walcker & Cie. v Ludwigsburgu. V roce 1894 si ve Vídni zřídil vlastní dílnu a v roce 1897 ji rozšířil na továrnu.
V roce 1903 byl jmenován dvorním varhanářem. V roce 1905 jej papež Pius X. vyznamenal jako papežského dvorního varhanáře erbem na štítě a o rok později obdržel Řád svatého Silvestra se zlatou ostruhou a velkou papežskou medaili. V roce 1910 byl jmenován přísežným pokladníkem a znalcem vídeňského obchodního soudu a o rok později mu byl udělen titul císařského rady.